# 雪中鴛鴦図
『雪中鴛鴦図』（せっちゅうえんおうず）は、伊藤若冲の日本画『動植綵絵』の全30幅中の1幅である。雪の積もった真冬の水辺と、山茶花とおしどり、折れ曲がった枝に留まる小禽達が描かれている。

## 背景
『動植綵絵』は江戸時代の日本画家・伊藤若冲の代表作のひとつである。若冲は両親、弟、自分自身の永代供養を願って『釈迦三尊像』と本画を製作し、1765年に相国寺に寄進した。その後は同寺のもとに伝わったが、同寺が廃仏毀釈の影響で貧窮したため、1889年（明治22年）に1万円の下賜金と引き換えに明治天皇へと献上された。その後は御物として皇室の管理化にあったが、1989年（平成元年）に日本国へ寄贈され皇居三の丸尚蔵館の所蔵となった。『動植綵絵』の題は若冲が自ら寄進状に記した名称であり、その名の通り30幅いずれもさまざまな動植物をモチーフとしている。『動植綵絵』の大きな特徴として独創的な色彩表現が挙げられる。技法自体は伝統的な絹絵の表現方法を踏襲しているものの、絵具の種類やその重ね方、裏彩色の活かし方を工夫することで独自の色彩表現として成立している。皇居三の丸尚蔵館学芸室主任研究官の太田彩は本作の製作にかかった10年を「若冲飛躍の10年であり、若冲画風確立の10年であった」と述べている。また、若冲の作品群の中でも特に高い評価を得ており、「『動植綵絵』は別格」などとも評される。本項では『動植綵絵』30幅のうち1幅『雪中鴛鴦図』について詳述する。

## 内容
雪の積もった真冬の水辺と、画面中央の山茶花とオシドリ（鴛鴦、えんおう）、折れ曲がった枝に留まる小禽達が描かれている。これらの要素はいずれもなんら関連性がないが、太田彩は「これらが自然に溶け込んで不思議な空間を違和感なく描き上げている」と述べている。『伊藤若冲動植綵絵 : 全三十幅』(小学館、2010年)は本画の構図を伊藤若冲の『雪中遊禽図』と比較して「モティーフを要約し、狩野山雪の構図を思わせるような幾何学的秩序のなかに凝結」させていると評し、鑑賞者の視線をジグザグに誘導し循環させる構図はまさに村上隆の提唱したスーパーフラットに他ならないと述べている。また、本画は芥川龍之介の詩『動物園』の一節「鴛鴦」に登場し、「胡粉の雪の積つた柳、銀泥の黒く焼けた水、その上に浮んでゐる極彩色のお前たち夫婦、――お前たちの画工は伊藤若冲だ。」と詠われている。寸法は縦142.0センチメートル、横79.8センチメートルである。『藤景和画記』では「寒渚聚奇」（かんしょしゅうき）と題されている。
枝に留まる3羽の小禽はアカウソ、山鳩、キビタキだと思われる。画面左下の池に潜ろうとするおしどりは雌、画面右のおしどりは雄であり、顔料と染料を併用して描かれているが、裏彩色は一切施されていない。柳の枝は不可思議なねじれ方をしており、狩野はその趣をマウリッツ・エッシャーに喩えている。鳥の羽や黒目周囲の黄は黄土によるものである。おしどりの羽と頭部の緑は緑青によるものである。鳥の赤い部分のほとんどは染料による着色であるが、画面右上の鳥の首の赤のみ辰砂が使われている。上部中央、枝の真ん中に留まっている鳥の頭部の薄青色は胡粉と藍を混ぜて表現したもので、『動植綵絵』では他にみられない色味である。池に潜ろうとするおしどりの周囲の波紋には深緑色の裏彩色が施されている。
山茶花の赤と葉の緑は染料による彩色である。蕊の黄色には石黄が用いられており、花芯部の緑青と重なっている部分は銅とヒ素が反応したためか茶色に変色している。緑青は葉の葉脈の部分にも用いられている。また、花の部分には胡粉の裏彩色が施されている。
画面下部にある岩の黒は荒い粒子の群青による彩色である。
雪は裏表両面に胡粉を施すことで表現されている。本画では顔料のなかでも胡粉の使用が圧倒的に多く、胡粉によって鮮やかに白く描かれた雪が特徴である。雪の表現は墨の余白で雪を表現しようとする狩野派、円山・四条派とは異なった趣向を呈する。積雪した箇所は部分的に胡粉の裏彩色を施すことで裏彩色のない箇所との間に濃淡の差をあらわしており、胡粉の施し方によって微妙な明度差が表現されている。舞い散る粉雪の表現は表と裏それぞれに胡粉を吹き付けて表現されている。表に吹き付けた胡粉は明瞭な粉雪となり、裏に吹き付けた胡粉は絵絹を通してうっすらと透けて見え、両者の差が画面に立体感を与えている。粉雪の一部には点描による加筆が行われているが、これがいつの加筆であるかは定かでない。また、背景に薄く墨を施して画面全体を薄暗くすることで白色を際立たせている。

## 落款
本画は『動植綵絵』のうち制作年代が明らかになっている7幅のひとつである。款記には「宝暦己卯仲春居士若冲製」とあり、「宝暦己卯仲春」との記述から宝暦9年2月の制作であることがわかっている。
印は白文方印で「藤女鈞字景和」と、朱文円印で「若冲居士」と捺されている。「汝鈞」は名、「景和」は字、「藤」は姓を、「若冲居士」は号を意味する。